# Carol (novela)
Carol es una novela de la escritora estadounidense Patricia Highsmith publicada en 1952 que narra el amor entre dos mujeres. Publicada inicialmente bajo el título El precio de la sal y bajo seudónimo, la novela vendió un millón de ejemplares antes de su reedición en 1990 con el título de Carol. 
Recobró notoriedad en 2015 al ser adaptada al cine por Todd Haynes, con Cate Blanchett y Rooney Mara en los papeles protagonistas.

## Contexto
Highsmith adquirió popularidad por crear obras de suspenso, sin embargo, esta obra rompe con el estilo de la autora y se centra en la relación de dos mujeres que se sienten atraídas entre sí. 
Rechazada por sus editores a causa de su temática lésbica, apareció en 1951 con el título de El precio de la sal y bajo el pseudónimo de Claire Morgan. En 1989 la reimprimió con el título de Carol y con el verdadero nombre de su autora. Añadió un prólogo donde explicaba las razones que entonces la obligaron a ocultarse y su satisfacción porque hubiera ayudado a otras lesbianas. Vendió cerca de un millón de ejemplares.
La obra era insólita para su tiempo porque la relación lésbica no termina mal, sino bien; eso presuponía que no se condenaba moralmente el lesbianismo. Su género no es de corte policíaco, habitual de esta escritora norteamericana; más bien se adentra en la psique de una joven que está descubriendo su homosexualidad. 
Carol fue concebida cuando Highsmith tenía veintisiete años y recién había terminado su primera novela Extraños en un tren, la misma que años más tarde fue llevada al cine por Alfred Hitchcock y la dio a conocer al gran público. Mientras tanto se encontraba sin dinero y se empleó durante una temporada en la sección de juguetes de unos grandes almacenes. Un día, una elegante mujer rubia envuelta en visones, entró a comprar una muñeca, dio un nombre y una dirección para que se la enviaran y se marchó.
Patricia Highsmith se fue a casa y escribió "de un tirón" el argumento completo de Carol, que comienza justamente con el encuentro de Therese, una joven escenógrafa que trabaja accidentalmente como vendedora, y Carol, la elegante y sofisticada mujer, recién divorciada, que entra a comprar una muñeca para su hija y cambia para siempre el curso de la vida de aquella joven con aspiraciones artísticas.
Esta es la primera novela de temática homosexual cuyo final no es trágico, como se acostumbra en las novelas de Highsmith; más bien termina en un clima de frágil felicidad unida al peligro. Los críticos la consideran una novela conmovedora y estremecedora y es considerada un clásico de la literatura homosexual femenina junto a otras obras de Ann-Marie MacDonald, Marijane Meaker, Jane Rule y Jeanette Winterson.